# 塞爾吉奧·卡爾德隆
塞爾吉奧·卡爾德隆（西班牙語：Sergio Calderón，1945年7月21日—2023年5月31日）是一名墨西哥裔美國男演員，因在《黑超特警組》（1997年）、《加勒比海盗3：世界的尽头》（2007年）和《禁入廢墟》（2008年）中的角色而知名。

## 生平
卡爾德隆出生於莫雷洛斯州科特蘭德爾里奧，並在10歲時搬到墨西哥城。
2023年5月31日，卡爾德隆因肺炎在加利福尼亞州洛杉磯逝世，享年77歲。

## 職業生涯
卡爾德隆的職業生涯跨越了六十年。他就讀於國家演員協會的安德烈斯·索萊爾學院，之後在《The Bridge in the Jungle》（1970年）中完成他的銀幕首秀。
在《黑超特警組》中，卡爾德隆飾演一個非法移民試圖潛入墨西哥-美國邊境的人類樣貌。他在《加勒比海盗3：世界的尽头》中飾演海盜頭目之一的瓦勒努瓦船長。他還曾在中出演。

## 外部連結
- 塞爾吉奧·卡爾德隆在互联网电影资料库（IMDb）上的資料（英文）